# Alexander Hofmann (Politiker)

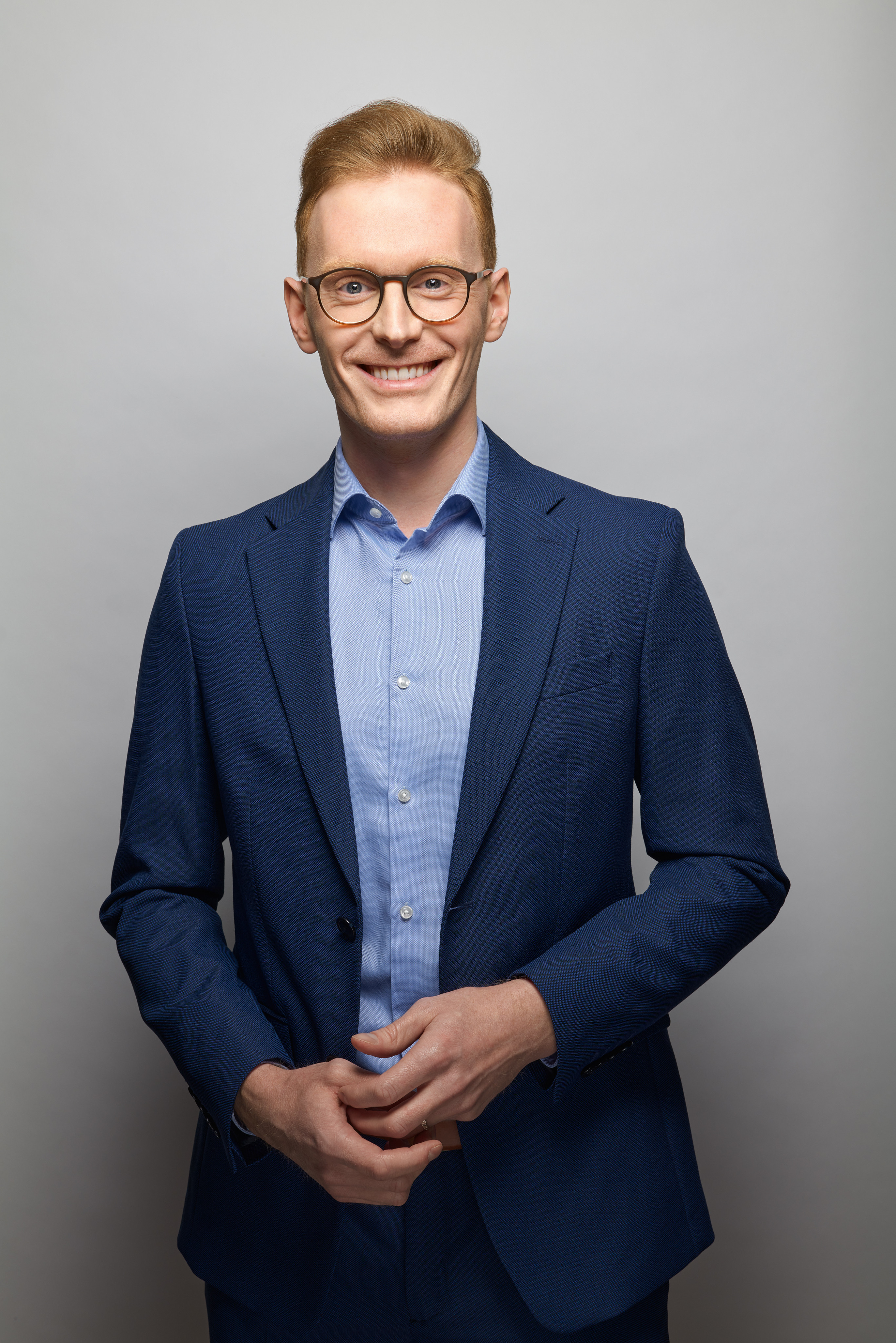
Hofmann (2023)

Alexander Hofmann (* 28. März 1992 in Wiesbaden) ist ein deutscher Politiker der SPD. Seit dem 18. Januar 2024 ist er Abgeordneter des Hessischen Landtags.

## Schule und Studium
Hofmann wuchs in Wiesbaden auf. Er besuchte das Gutenberg-Gymnasium, war dort stellvertretender Schulsprecher. 2011 legte er dort sein Abitur ab. Anschließend studierte er von 2012 bis 2016 Geschichte mit den Nebenfächern Politikwissenschaft und Kunstgeschichte an der Goethe-Universität Frankfurt und schloss mit einem Bachelor of Arts ab. Danach setzte er sein Studium der Geschichte bis 2018 fort und erwarb seinen Master of Arts.
Hofmann wohnt heute im Wiesbadener Stadtteil Biebrich.

## Berufliche und politische Laufbahn
Von 2017 bis 2020 war Hofmann als wissenschaftlicher Referent für die SPD-Stadtverordnetenfraktion in Wiesbaden tätig, bevor er 2020 bis 2023 als Referent für Öffentlichkeitsarbeit und Politik beim Deutschen Säge- und Holzindustrie Bundesverband e. V. (DeSH) arbeitete.
Seit 2013 ist Alexander Hofmann Mitglied der SPD und begann sein politisches Engagement bei den Jusos Wiesbaden. Seit 2015 ist er Mitglied im Unterbezirksvorstand. Von 2019 bis zu seiner Wahl zum Vorsitzenden im Jahr 2023 war er stellvertretender Parteivorsitzender der SPD Wiesbaden. Außerdem engagiert er sich seit 2016 im Jugendhilfeausschuss der Landeshauptstadt Wiesbaden und war von 2019 bis 2020 Mitglied im Ortsbeirat Wiesbaden-Mitte.
Bei der hessischen Landtagswahl 2023 kandidierte er im Wahlkreis Wiesbaden I erfolglos für das Direktmandat, zog jedoch über die Landesliste in den Landtag ein. Dort ist er Mitglied im Haushaltsausschuss und im Ausschuss für Landwirtschaft und Umwelt, im Ältestenrat sowie stellvertretendes Mitglied im Hauptausschuss. Ferner fungiert er als Sprecher der SPD-Landtagsfraktion für den Unterausschuss für Finanzcontrolling und Verwaltungssteuerung.

## Mitgliedschaften
Hofmann ist Mitglied mehrerer Vereine und Organisationen, darunter der Förderverein Stadtmuseum Wiesbaden seit 2014. Zwei Jahre später trat er dem Förderverein Kelterhaus Heßloch e. V. bei und unterstützt seit 2017 den Turnerbund Wiesbaden J.P. als zweiten Vorsitzenden. Seit 2023 engagiert er sich zudem im Freundeskreis Wiesbadener Fastnacht der Dachorganisation Wiesbadener Karneval 1950 e. V. sowie in der Interessengemeinschaft Schiersteiner Wochenmarkt e. V.